# Babyrousa celebensis
Babyrousa celebensis — вид бабірус, що походить із Сулавесі та деяких прилеглих островів (Лембе, Бутон і Муна) в Індонезії. Тварина мешкає в дощових тропічних лісах на берегах річок і ставків, де багато водних рослин. У той час як у минулому ця тварина, як правило, зустрічалася в низинних районах поблизу узбережжя, зараз вона обмежена переважно внутрішніми районами, на вищих і менш доступних місцях. Вид має дві пари великих бивнів, що складаються із збільшених іклів. Верхні ікла пронизують верхню частину морди, загинаючи назад до чола. B. celebensis перебуває під загрозою полювання та вирубки лісів.

## Морфологічні особливості
Сулавеська бабіруса має більш рідкісну шерсть, ніж молуккська, і, на відміну від тогійської, має дуже рідковолосий хвіст. Ікла на верхній щелепі, які, як і у всіх бабірус, пронизують верхню частину морди, відносно довгі й вигнуті дугою до очей. На відміну від молуккської бабіруси, при погляді збоку нижні і верхні ікла зазвичай не перетинаються. Довжина голови й тулуба становить 85–110 см, хвоста — 20–32 см, висота в плечах — 65–80 см. Маса тіла до 100 кг.

## Спосіб життя

### Харчування
Досліджень дієти в дикій природі мало. Спостереження в неволі та будовою шлунка показують, що тварини є типовими всеїдними. У зоологічних садах кілька разів спостерігали, як вони відловлюють і поїдають дрібних тварин у своїх вольєрах. Важливими поживними компонентами є коріння і фрукти. Своїми сильними щелепами вони здатні розламати навіть тверду горіхову шкаралупу.

### Розмноження
У неволі тварини досягають статевої зрілості приблизно в 5–10 місяців. Період вагітності зазвичай становить 155–158 днів, хоча задокументовано періоди вагітності до 171 дня. Виводок зазвичай складається з одного-двох, рідше трьох дитинчат. При народженні поросята дуже малі й важать лише 800 грамів. Самки зазвичай мають дві пари сосків, хоча третя пара зустрічається рідко. У неволі тварини можуть досягати віку до 24 років, хоча в дикій природі навряд чи проживуть 7–12 років. Очевидно, довгі бивні не використовуються в рангових боях. Навпаки, конкуруючі самці штовхають один одного, поки не піднімуть один одного на задні лапи, намагаючись тримати морди піднятими.

### Активність і соціальна поведінка
Тварини переважно денні; вони прокидаються зі сходом сонця і починають день з ранкового туалету. Потім вони пересуваються в пошуках їжі. Пізніше вдень інші види діяльності, такі як валяння або відпочинок, займають більшу частину часу. На ніч тварини будують гнізда, схожі на дупла, з листя і гілок. Спільні гнізда також спостерігалися в зоопарках. Тварини досить соціальні і утворюють групи до 13 тварин. Час від часу спостерігалося скупчення до 46 тварин біля солончаків або інших атракцій. Окремі тварини, як правило, старі самці. Самицю зазвичай супроводжують дитинчата, а поруч часто перебувають самці. Вважається, що дорослі самці захищають території, які перекриваються територіями кількох самок. Тварини вважаються хорошими плавцями.